# Калиев, Омирсерик
Омирсерик Калиулы Калиев (каз. Өмірсерік Қалиұлы Қалиев; 1 мая 1947, Аксуйский район, Талды-Курганская область, КазССР — 16 сентября 2017, Талдыкорган, Казахстан) — советский, казахский актёр и один из основоположников Талдыкорганского драматического театра им. Б.Римовой. Заслуженный артист Республики Казахстан (1992).

## Биография
Родился 1 мая 1947 года в селе Басган Аксуского района Алматинской области.
В 1974 году окончил театральное отделение при Казахской государственной консерватории им. Курмангазы.
С 1975 года — актёр Казахского драматического театра им. Бикена Римова (Талдыкорган), где проработал до конца жизни. Сыграл более 100 ролей.
Скончался 16 сентября 2017 года.

### Роли в театре
Казахский драматический театр им. Бикена Римова
- «Каракоз» Мухтар Ауэзов — Асан.
- «Тунги сарын» Мухтар Ауэзов — Такен.
- «Енлик — Кебек» Мухтар Ауэзов — Еспенбет.
- «Ахан-Сере и Актокты» Габит Мусрепов — Мынкау.
- «Козы Корпеш — Баян сулу» Габит Мусрепов — Карабай и др.

## Награды и звания
- 1992 — присвоено почётное звание «Заслуженный артист Республики Казахстан» — за заслуги в области театрального искусства.
- 2000 — Орден «Парасат» — за значительный вклад в развитие театрального искусства. (награда вручен из рук президента РК в Акорде).